# الهوية الرقمية (الإمارات العربية المتحدة)
الهوية الرقمية في الإمارات العربية المتحدة هي أول هوية وطنية رقمية لجميع المواطنين والمقيمين والزوار، وتسمح بوصول المستخدمين إلى خدمات الهيئات الحكومية المحلية والاتحادية، ومزودي الخدمات الآخرين. تقدم الهوية الرقمية أيضاً حلولاً سهلة للدخول إلى الخدمات عبر الهواتف الذكية دون الحاجة إلى كلمة سر أو اسم مستخدم، فضلاً عن إمكانية التوقيع على المستندات رقمياً، والتحقق من صحتها دون الحاجة لزيارة مراكز الخدمة.

## تاريخ
أُطلق تطبيق الهوية الرقمية في معرض جيتكس للتقنية 2018، وهو مشروع مشترك بين دبي الذكية والهيئة العامة لتنظيم قطاع الاتصالات، وهيئة أبوظبي الرقمية. ويهدف هذا التطبيق الجديد إلى خدمة أهداف حكومة الإمارات العربية المتحدة الرامية إلى تحقيق التحول الرقمي والتخلص من المعاملات الورقية. ويتوفر تطبيق UAE Pass عبر منصتي iTunes وGoogle Play، ويمكن للمتعامل الاشتراك عن طريق ثلاث خطوات تتضمن مسح بطاقة الهوية الإماراتية الخاصة بالمتعامل، والتحقق من رقم الهاتف المحمول وعنوان البريد الإلكتروني الخاص به، ثم تحديد كلمة سر خاصة بالهوية.